# Хвилинка (заповідне урочище)
Хвилинка — заповідне урочище місцевого значення у Черкаському районі Черкаської області.

## Опис
Заповідне урочище площею 73,8 га розташовано на східній околиці м. Городище, кв. 85, 86 Городищенського лісництва.
Як об'єкт природно-заповідного фонду створено рішенням Черкаського облвиконкому від 26.06.1972 р. № 367. Землекористувач або землевласник, у віданні якого знаходиться заповідний об'єкт — ДП «Смілянське лісове господарство»..
На території заповідного урочища насадження сосни звичайної віком 100 років та сосни чорної віком 80 років. Також є ділянки дубових насаджень. Оригінальний гористий рельєф із різноманітною трав'яною рослинністю.

## Посиланя
- Державний кадастр територій та об'єктів природно-заповідного фонду України [Архівовано 26 грудня 2021 у Wayback Machine.]
- Городищенське лісництво [Архівовано 24 грудня 2021 у Wayback Machine.]

| {{{alt}}} | Це незавершена стаття про природоохоронну територію або на дотичну тему. Ви можете допомогти проєкту, виправивши або дописавши її. |